# Gila-Krustenechse
Die Gila-Krustenechse (Heloderma suspectum) ist einer der fünf rezenten Vertreter der Krustenechsen (Helodermatidae). Die etwa 50 cm lang werdende, kräftig gebaute und auffällig schwarz und rosa bis gelb orange gezeichnete Echse lebt in den Trockengebieten des südwestlichen Nordamerika. Sie ist am frühen Morgen aktiv, bodenbewohnend und ernährt sich vor allem von Eiern, Kleinsäugern und selten von kleinen Jungvögeln. Sie wurde lange Zeit neben der nahe verwandten Skorpion-Krustenechse (Heloderma horridum) als einzige giftige Echse angesehen; laut neueren Erkenntnissen besitzen jedoch auch der Komodowaran (Varanus komodoensis), die Östliche Bartagame (Pogona barbarta) und vielleicht auch zahlreiche weitere Arten Gift produzierendes Gewebe. Die Gila-Krustenechse ist im Vergleich zu diesen Echsen als hochgiftig einzustufen. Sie beißt nur bei andauernder Provokation – das Gift wird zur Verteidigung eingesetzt. Auffälligste Symptome nach einem Biss sind sehr starke Schmerzen, Ödeme und Kreislaufschwäche bei rapidem Abfall des Blutdrucks. Der Biss einer Gila-Krustenechse kann für Menschen tödlich sein. Dennoch verlaufen die ohnehin seltenen Bissunfälle sehr selten tödlich; ein tödlicher Unfall 2024 wurde als der erste solche Todesfall seit 1930 bezeichnet. Die Echsen leben zu ca. 90 % unterirdisch und sind deshalb sehr selten zu beobachten.

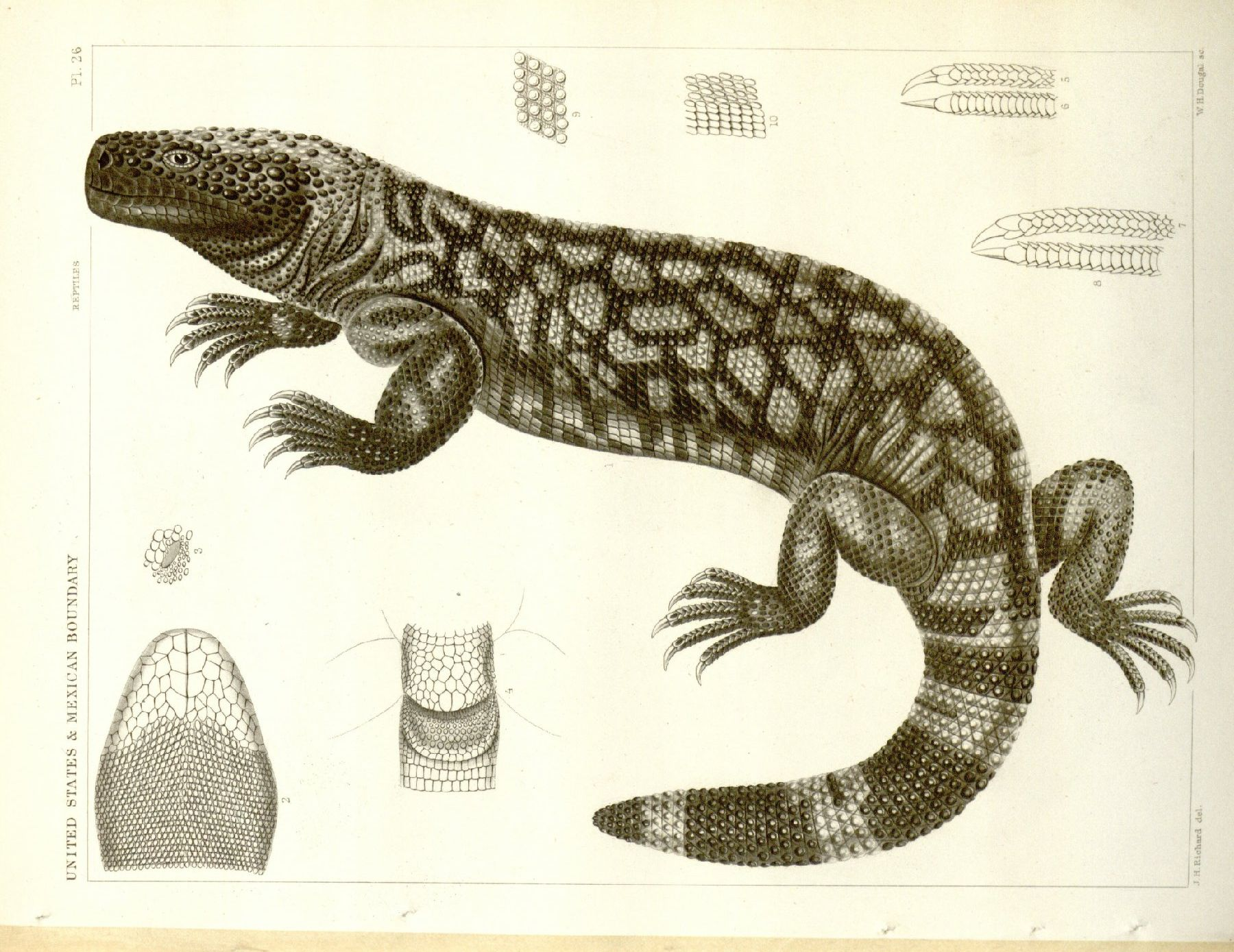
Erste bildliche Darstellung einer Gila-Krustenechse von 1857

Die Erstbeschreibung der Art erfolgte 1869 durch Edward Drinker Cope. Die Bezeichnung „suspectum“ (lat. suspectus – fragwürdig) gab er ihr wegen der äußerlichen Ähnlichkeit mit der schon bekannten Skorpion-Krustenechse. Daher vermutete er, dass der neue Fund aus Arizona ebenfalls giftig sein sollte. Danach folgte eine ca. 10 Jahre lange Diskussion der Wissenschaftler über eine mögliche Giftigkeit der Gila-Krustenechse. Die deutsche Bezeichnung Gila-Krustenechse und der englische Name Gila Monster sind wohl vom Gila River in Arizona abgeleitet.

## Merkmale

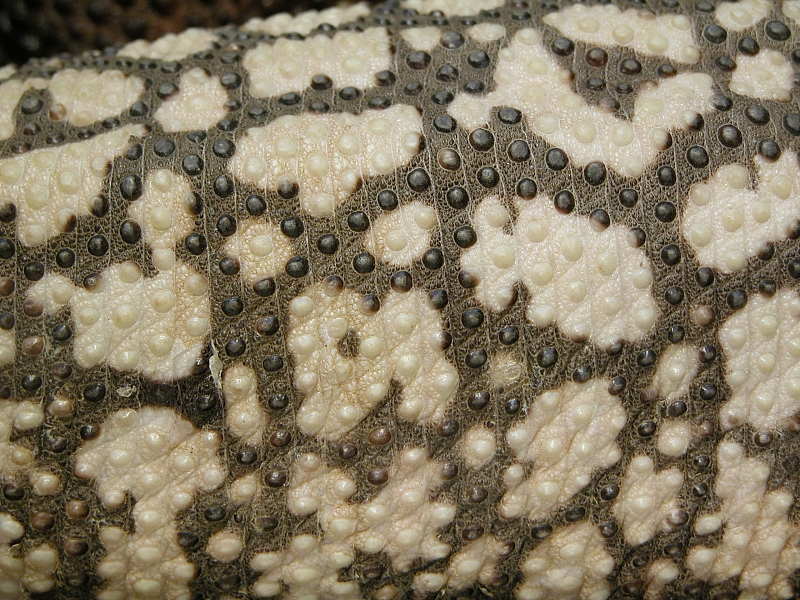
Haut einer Gilakrustenechse

### Haut, Kopf und Schwanz einer Gila-Krustenechse
Gila-Krustenechsen sind kräftig gebaute Echsen mit stumpfer Schnauze, kräftigem Kopf und klein erscheinenden Augen, die durch eine Nickhaut geschützt werden können. Die Gila-Krustenechse erreicht eine Gesamtlänge bis ca. 55 cm, bei einer Kopf-Rumpf-Länge von 30 bis 36 cm und einem durchschnittlichen Gewicht von 600 bis 800 g. Tiere in öffentlichen Ausstellungen sind oft überfüttert und dadurch adipös. Krustenechsen nehmen Nahrung bei jeder sich bietenden Gelegenheit auf.
Die Schuppen des Kopfes, Rückens und Schwanzes sind mit kleinen, perlartigen Knochen (Osteodermen), ähnlich wie auch bei den Skorpion-Krustenechsen, ausgestattet. Die Bauchschuppen sind abgerundet rechteckig und frei von Osteodermen.
Erwachsene Tiere sind gelb bis orange oder hell rosa auf großflächigem schwarzen Untergrund gezeichnet. Frisch geschlüpfte Gila-Krustenechsen haben untereinander meistens eine ähnliche Zeichnung, die sich dann aber innerhalb von ca. sechs Monaten stark verändert. Der Anteil heller Farbbezirke nimmt vom südlichen Verbreitungsgebiet Richtung Norden zu. Bei Schlüpflingen aus dem nördlichen Verbreitungsgebiet bleiben eine schon beim Schlupf vorhandene hellere Zeichnung und auch die Musterung auffällig erhalten.
Weibliche Tiere vollziehen ca. 2 Wochen vor ihrer Eiablage Ende Mai / Anfang Juni eine Totalhäutung, wobei die äußere Rückenhaut häufig in einem großen Stück abgestoßen wird. Männliche Gila-Krustenechsen häuten sich vorwiegend im August.
Die Regelung der Körpertemperatur einer Gila-Krustenechse erfolgt normalerweise durch Wasserverdunstung an der Hautoberfläche. Um die kritische Temperaturmarke von ca. 37 °C zu überleben, setzt eine limitierte Verdunstung von Körperwasser über die Kloake ein. Diese vermag ihre Körpertemperatur um bis zu 2 °C abzusenken.
Der Kopf männlicher Tiere ist meistens massiver als der von weiblichen Tieren. Die Schwanzlängen beider Geschlechter sind im Mittel gleich lang und geben keine Hinweise auf das Geschlecht. Die Analyse der Form der Kloakenschuppen kann bei einer Geschlechtsbestimmung hilfreich sein. Individuen mit abgerundeten Schwanzenden kommen in der Natur wie bei Nachzuchten vor.

Die kräftige gespaltene Zunge ist blau-schwarz pigmentiert, dient zur Orientierung und nimmt „chemische Informationen“ auf, die zum Jacobson-Organ im Rachenraum transportiert werden. Von dort aus wird die Information zum Gehirn weitergeleitet und analysiert. Die Nase ist kein Riechorgan.

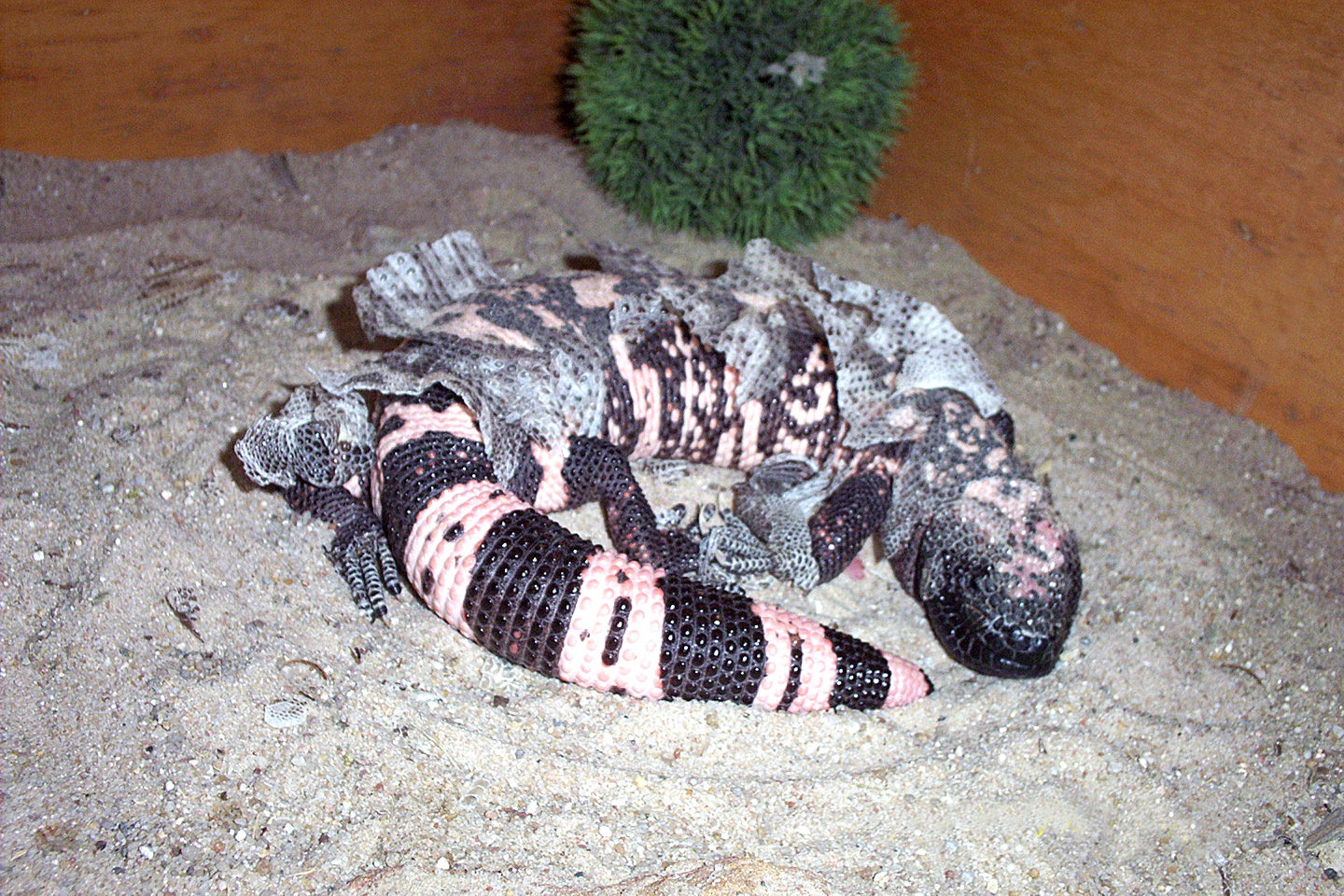
Totalhäutung einer weiblichen Gila-Krustenechse ca. 2 Wochen vor der Eiablage

### Zähne
Alle Zähne von Heloderma sind spitzkantig und mit der Spitze leicht nach hinten gekrümmt und haben zwei deutliche Längsfurchen zum Einbringen des Giftes. Die Zahnbasis ist flach unregelmäßig gekerbt und mit den schrägen Kiefern fest verwachsen (pleurodont). Es gibt keine Differenzierung zwischen Schneide- oder Backenzähnen. Der Oberkiefer ist breiter als der Unterkiefer, so dass beim Zubeißen die Zähne nicht aufeinander treffen.

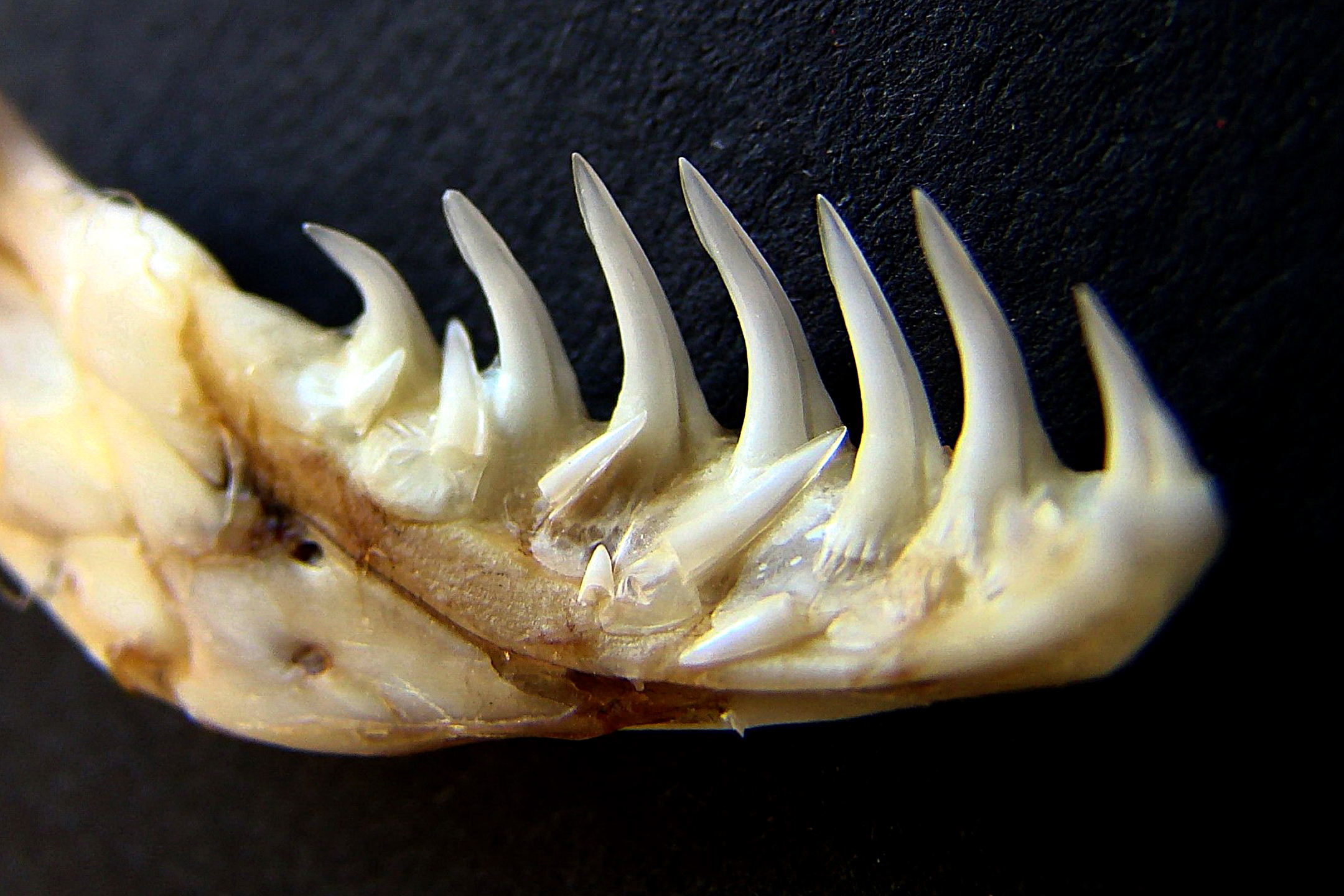
Heloderma-Kiefer mit Ersatzzähnen

Heloderma wechseln ihre Zähne ein Leben lang. Der Zahnwechsel erfolgt in einem wellenartigen Muster: Zu etwa gleicher Zeit werden Zahn 1, 4 und 7 gewechselt; mit der nächsten „Welle“ werden der zweite, fünfte und achte Zahn erneuert etc. Bricht ein Zahn ab, wird er erst wieder ersetzt, wenn er planmäßig an der Reihe ist. Zum Auswechseln eines Zahnes wird seine Basis resorbiert und der fertig ausgebildete Ersatzzahn von der Innenseite (lingual) in Position gebracht. Während dieses Prozesses schiebt sich Kiefermaterial über den Zahnsockel, sodass Zahn und Kiefer stets verbunden bleiben.

## Verbreitung, Lebensraum und Arten
Die Geschichte der Helodermatiden lässt sich in 3 Phasen aufteilen: (1) In der Kreidezeit waren die Helodermatiden relativ häufig und verschiedenartig. (2) Nach dem Aussterben der Nichtvogeldinosaurier am Ende der Kreidezeit sind Helodermatiden deutlich weniger häufig anzutreffen, jedoch breiten sie sich nach Europa aus. Sie sind fortan in den mittleren Breiten beheimatet, was eventuell auf die relativ hohen und gleichmäßig herrschenden Temperaturen zurückzuführen ist. (3) Nach dem Eozän überleben sie nur noch in Nordamerika, ihrer jetzigen Heimat, wo sie hauptsächlich auf die niedrigen Breitengrade beschränkt sind.
Gila-Krustenechsen kommen in Nordamerika vor: In den USA in der Mojave-Wüste in den südlichsten Teilen von Nevada, in Südost-Kalifornien, Südwest-Utah, Arizona und New Mexico, und in Mexiko in der Sonora-Wüste. Dort kommt die Art nahezu ab Meereshöhe in der Sonora bis 1545 m und in Arizona bis zu 1950 m in New Mexico vor. Sie bewohnt die unterschiedlichsten Wüstenarten. Bereits angelegte Quartiere von Kaninchen und Amerikanischen Buschratten zwischen/unter Felsen und Büschen werden oft übernommen. In Arizona sind sie wahrscheinlicher in steinigen und felsigen Regionen anzutreffen.
Die ehemalige Aufspaltung von H. suspectum in 2 Unterarten ist nicht mehr valide. Die Auswertung ihrer genetischen Merkmale (mitrochondiale DNA, MtDNA) zeigt einen Unterschied von unter 1,4 % und dies rechtfertigt keine Trennung in Unterarten. Alle Vertreter der ehemaligen Unterarten von H. horridum zeigen aber ausreichende Unterschiede, um einen Artenstatus zu beanspruchen. Die Gattung Heloderma besitzt jetzt 5 valide Arten.
Eine hilfreiche Einteilung von Heloderma suspectum kann durch Zuordnung zu Verbreitungsgebieten und mit der dort verbundenen Häufigkeit von Zeichnungsarten erfolgen, z. B. nördlich, zentral oder südlich.
Abbildung Kladogramm: Aufspaltung der Gattung im Laufe der Evolution (Reiserer et al. 2013):

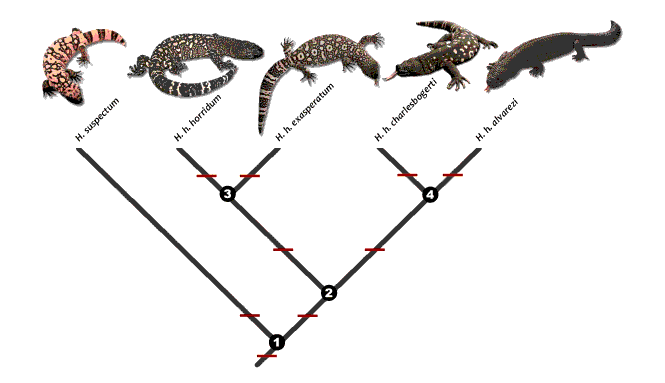
Aufspaltung der Gattung Heloderma in 5 valide Arten

1 – spätes Eozän (vor ca. 35 Millionen Jahren)
2 – spätes Miozän (vor ca. 10 Millionen Jahren)
3 – Pliozän (vor ca. 4,4 Millionen Jahren)
4 – Pliozän (vor ca. 3 Millionen Jahren)

## Lebensweise

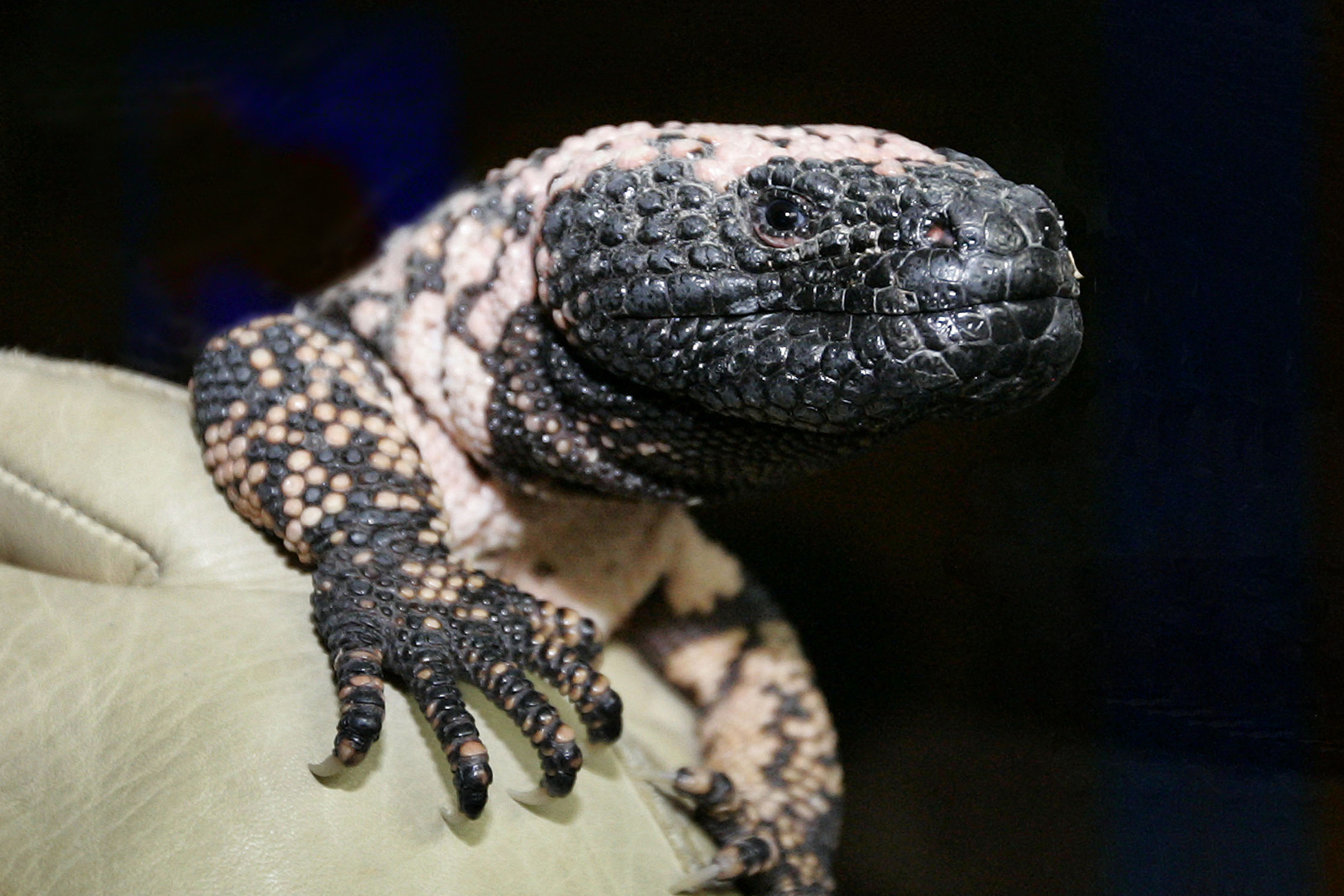
Gila-Krustenechse, Kopf

Die Gila-Krustenechse ist bodenbewohnend, klettert jedoch gelegentlich auf Kakteen oder in Sträucher. In den kalten Wintermonaten ab Oktober legt die Art eine Dormanz (engl. brumation) in ihrem Unterschlupf ein, die vom Winterschlaf der Säugetiere zu unterscheiden ist. An wärmeren Tagen können allerdings sich sonnende Exemplare vor ihrem Unterschlupf beobachtet werden. Die Winterperiode endet Anfang März. Im April bis in den frühen Juni sind Gila-Krustenechsen am aktivsten; zu dieser Zeit ist auch Beute besonders reichlich vorhanden. Paarungszeit ist der Mai. Gila-Krustenechsen sind im Frühjahr am Morgen aktiv. Wenn dann im Sommer die Hitze am Tage zu groß wird und die Nächte wärmer bleiben oder nach einem Monsunregen wird die Art auch des Nachts aktiv sein.
Gila-Krustenechsen können sich in einem Radius von ca. 1200 Metern orientieren; das entspricht einer Fläche von ca. 4,5 ha. Bei einzelnen, ausgedehnten Aktivitäten wurden durchschnittlich Strecken bis zu 210 Metern zurückgelegt. Die Gebiete der einzelnen Individuen überlappen sich. Ein geeigneter Unterschlupf kann über Jahre hinweg von denselben Tieren aufgesucht werden.

## Fortpflanzung

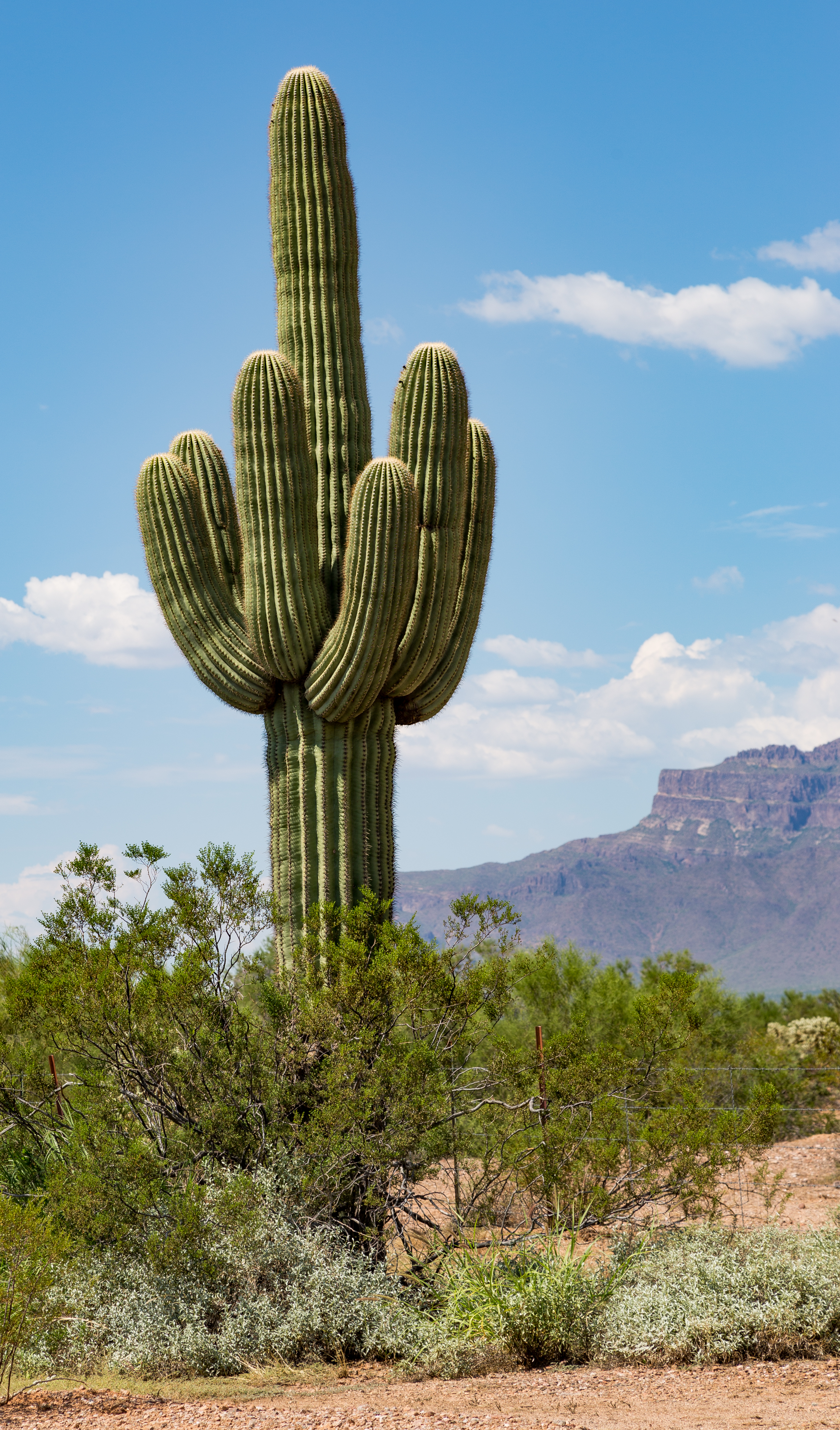
Das Wurzelwerk der riesigen Saguaro-Kakteen bietet eine ideale Kinderstube für Gilaechsen

Gila-Krustenechsen paaren sich Ende April und im Mai. Selten können ritualisierte Kämpfe männlicher Tiere um die Gunst eines Weibchens beobachtet werden. Hierbei wird solange flach über den Boden gerungen bis einer der Rivalen unterliegt, d. h. auf dem Rücken liegen bleibt oder das Weite sucht. Der Gewinner scheint von den Weibchen zur Paarung bevorzugt zu werden. Die Eiablage erfolgt 4–6 Wochen nach der Paarung in geeigneten Ablageplätzen, z. B. in verlassenen Behausungen von Ratten in einer beobachteten Tiefe von ca. 70 cm. Eine Eiablage wurde erstmals 2005 dokumentiert und veröffentlicht. Mittlerweile ist filmisch belegt, dass auch das Wurzelwerk der Saguaro-Kakteen, aufgrund der konstanten Temperaturverhältnisse eine ideale Kinderstube sein kann. Der Schlupf eines Jungtieres nimmt bis zu 48 Stunden in Anspruch.
Da Jungtiere (Schlupfgewicht 30-40 g) frühestens ab Ende April gesehen werden, die Eiablage aber im vorausgegangenen Juni stattgefunden hat, wurde spekuliert, dass sie entweder im Herbst schlüpfen und sofort in den Winterschlaf gehen, oder dass der Embryo weitentwickelt noch im Ei überwintert und das Jungtier erst im Frühling schlüpft. Erstere Vermutung konnte bestätigt werden, als bei Bauarbeiten in einem nördlichen Vorort von Tucson in Arizona im Oktober 2016 ein Nest mit fünf gerade schlüpfenden Gila-Krustenechsen freigelegt wurde. Hierdurch konnte bewiesen werden, dass Heloderma suspectum im Herbst schlüpft, um dann sofort und vollentwickelt unterirdisch seine Winterruhe zu beginnen. Der im Spätherbst bestehende Futtermangel ist für die gerade geschlüpften Jungtiere nicht lebensbedrohlich. Aufgrund der Dormanz wird weniger Energie benötigt, die benötigten Energiereserven werden aus den Dottersäcken bezogen. Wenn die Schlüpflinge der Gila-Krustenechse im Mai an die Erdoberfläche kommen, steht wieder ausreichend Beute zur Verfügung.

## Gift

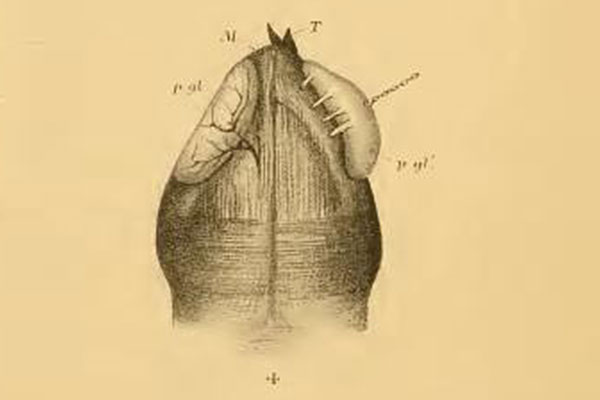
Heloderma, Zeichnung Shufeldt Anno 1890: Giftdrüsen mit Giftkanälen

Die Gila-Krustenechse erzeugt ihr Gift in umgewandelten Speicheldrüsen am hinteren Unterkiefer. Es läuft in zwei Rinnen der hinteren Zähne des Unterkiefers und wird nicht wie bei Schlangen durch Hohlzähne injiziert. Die Echse verbeißt sich in den Körper ihres Opfers und bringt das Gift durch Kaubewegungen ein. Es ist meistens sehr schwierig, eine Gila-Krustenechse von ihrem Opfer zu lösen. Die Echse beißt nur zur Verteidigung und warnt zuvor durch Fauchen und Zischen. Die schmerzhafte Erfahrung eines Bisses und die auffällige Farbzeichnung der Haut könnten dazu dienen, potentielle Fressfeinde abzuschrecken.
Folgen eines Bisses sind mehrere kleine Einstiche und gelegentlich abgebrochene Zähne in den Wunden. Es treten Schwellungen oder Ödeme der betroffenen Körperregion auf. Das nach dem Biss einiger Giftschlangenarten (z. B. Klapperschlangen Crotalus) gefürchtete Kompartment-Syndrom tritt nicht auf. Ein intensiver Schmerz breitet sich in wenigen Minuten aus und kann länger als 24 Stunden bestehen. Begleiterscheinungen sind Hypotonie bis zum Kreislaufschock, Schwitzen und Schwindel. Neurologische Ausfälle sind nicht bekannt.
Während die Giftmenge, die bei einem Biss übertragen wird, für gesunde Erwachsene nicht tödlich ist, kann ein Biss für Menschen mit Herzschwäche ohne ärztliche Behandlungen lebensgefährlich werden. In der Regel reicht eine symptomatische Behandlung des Patienten aus. Ein Antiserum (Gegengift) ist nicht verfügbar. 2024 verstarb in Colorado ein 34-Jähriger mit Vorerkrankungen vier Tage nach dem Biss einer Gila-Krustenechse, die er illegal als Haustier gehalten hatte. Der vorletzte bekannte derartige Todesfall datiert aus den 1930er-Jahren.
Das Gift besteht u. a. aus Gilatoxin, Kallikreinen und bioaktiven Glykoproteinen. Außerdem wurden die Enzyme Hyaluronidase (fördert Zellmembrandurchlässigkeit) und Kallikrein (spaltet Fibrinogen) sowie das Hormon Serotonin nachgewiesen.
Das Gila-spezifische Polypeptid Exendin-4 ist Vorbildsubstanz für das in aufwändiger Synthese hergestellte Exenatid, das zur Behandlung von Diabetes mellitus Typ 2 eingesetzt wird. Exendin-4 ist in seiner Aminosäurensequenz zu 53 % identisch mit dem menschlichen Glucagon-like Peptid 1 (GLP-1), welches die Insulinausschüttung stimuliert. Im Vergleich zur unliebsamen mehrfach täglichen Injektion von Insulinen wird Exenatid nur ein- oder zweimal täglich appliziert. Dabei hilft eine Depotzubereitung, die eine verzögerte Freigabe des Wirkstoffes ermöglicht, und die veränderte Aminosäurensequenz, die den enzymatischen Abbau verlangsamt. Eine Unterzuckerung ist mittels dieses Wirkstoffs nicht möglich. Als günstige Nebenwirkung findet sogar eine Gewichtsabnahme von mehreren Kilogramm statt. Folgesubstanzen wie Liraglutid oder Semaglutid sind ebenfalls Analoga des GLP-1s bzw. Exendin-4, jedoch länger und stärker wirksam.

### Vergleich der Aminosäurensequenzen
(Quelle:)

## Schutzstatus
Im Jahr 1952 wurde die Gila-Krustenechse als erste giftige Spezies in Arizona unter staatlichen Schutz gestellt. Später folgten dem Beispiel alle weiteren Bundesstaaten der USA und auch Mexiko. International wird der Handel mit Krustenechsen durch CITES im Anhang II B geregelt.

## Umsiedlung
Der Lebensraum der Gila-Krustenechse ist durch z. B. Zersiedelung und Straßenbau zunehmend eingeschränkt. Um den Tieren ein Überleben zu ermöglichen, hat man versucht, sie in andere, geeignet erscheinende Gebiete umzusiedeln. Die Vorgehensweise einer einfachen Umsiedlung ist wohlgemeint, aber potenziell gefährlich sowohl für die umgesiedelten Tiere als auch für bereits vorhandene Populationen und für die Bewohner der Region, in der die Neuansiedlung sich vollzieht. Das Aussetzen der Echsen in größerer Entfernung zu ihrem gewohnten Lebensraum führt zu einer Desorientierung, aufgrund der die Überlebenswahrscheinlichkeit stark sinkt. Eine erfolgreichere Strategie besteht z. B. in intensiver Aufklärungsarbeit über diese Spezies gegenüber Hausbewohnern (z. B. „begrenzte“ Giftigkeit, Lebensweise). Ziel dieser Arbeit kann sein, dass diese Art geduldet wird oder ein gewisser Stolz entsteht ob dieser selten zu beobachtenden Echse in der eigenen Nachbarschaft.

## Nachzucht
Im Zoo von San Diego, Kalifornien wurden 1963 erstmals Gila-Krustenechsen nachgezogen. In den letzten zwei Jahrzehnten haben langjährige Heloderma-Züchter ihre Erfahrungen und ihr differenziertes Wissen veröffentlicht. Dadurch wurde es vielen Terrarianern ermöglicht, selbst erfolgreich Helodermen nachzuziehen.

## Rezeption
Populär wurde die Gila-Krustenechse unter anderem durch den Roman Löcher. Die Geheimnisse von Green Lake von Louis Sachar aus dem Jahr 1998. Im Buch ist die gelb gefleckte Eidechse zu einem Angsttier stilisiert, dessen Biss unweigerlich zum Tode führen soll. Die Echse wird hier als Bewohner in einer texanischen Binnenwüste angesiedelt.
Das Maskottchen „Chance“ der Eishockeymannschaft Vegas Golden Knights aus der NHL ist einer Gila-Krustenechse nachempfunden.
Auf dem von Peter Goodfellow designten Albumcover des 1983er Uriah Heep Albums Head First ist eine Gila-Krustenechse in der Wüstenlandschaft des Monument Valley zu sehen.

## Galerie

Nachzucht und Haltung von Heloderma
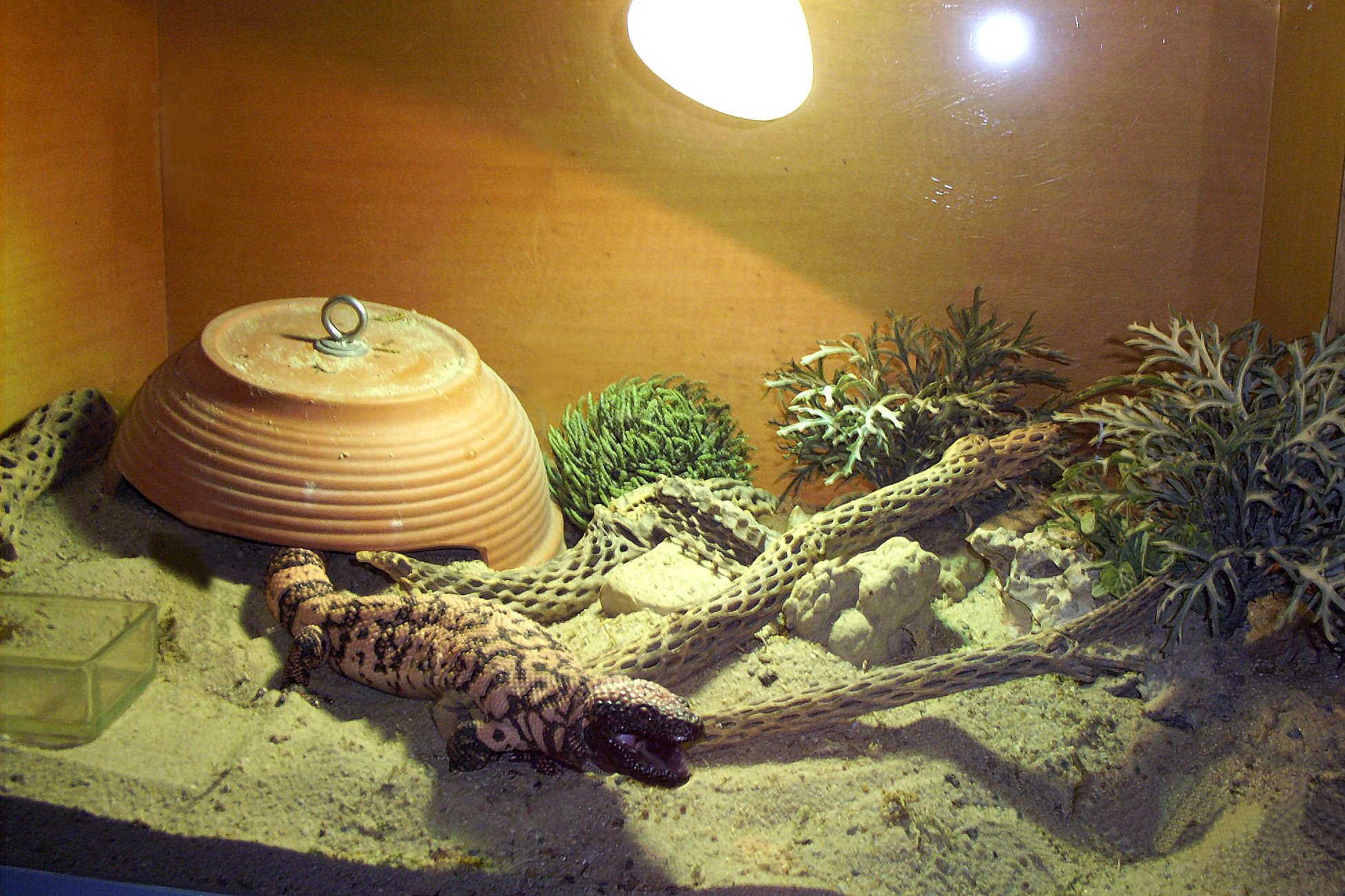
Terrarienausstattung
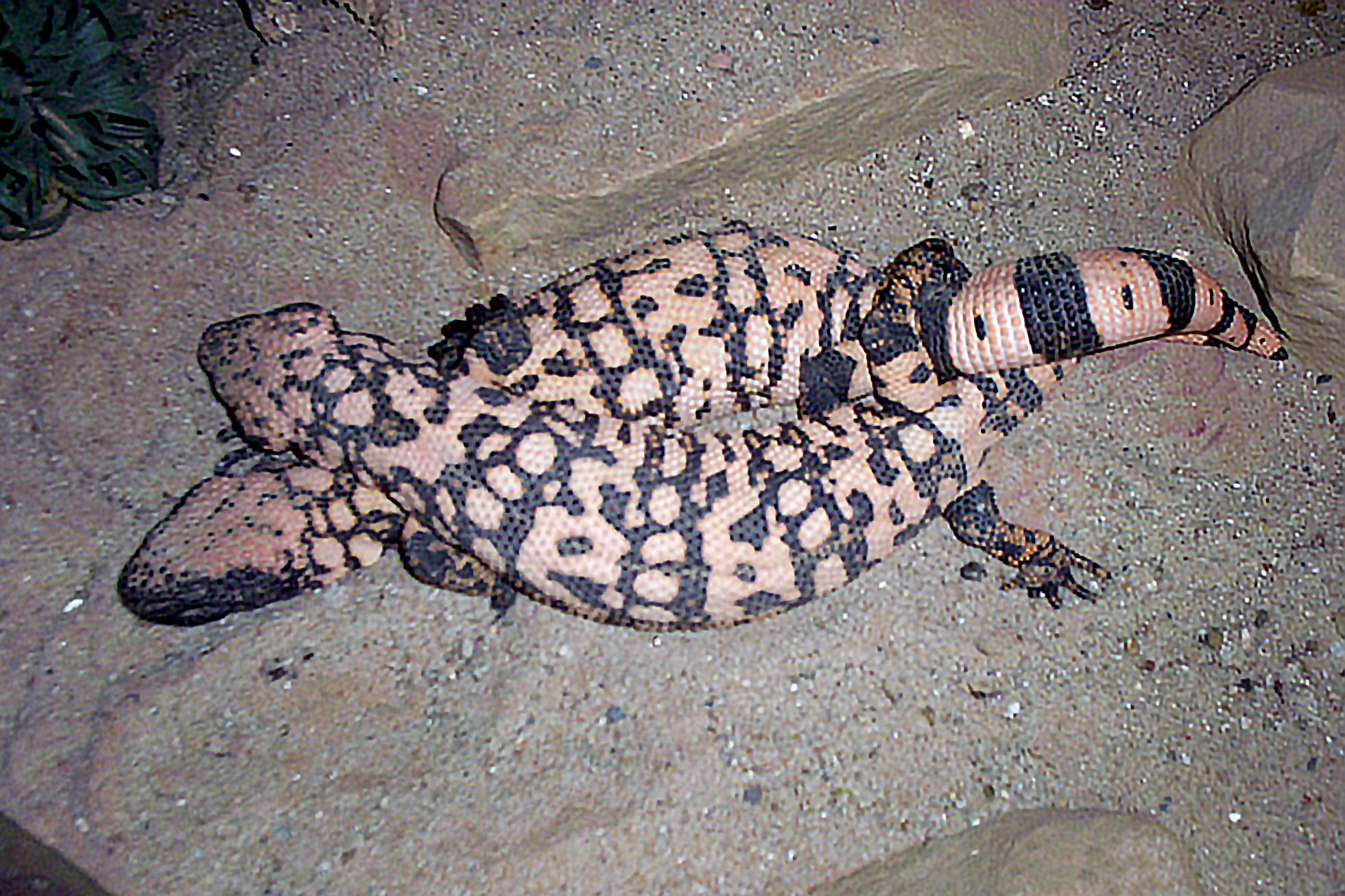
Paarung
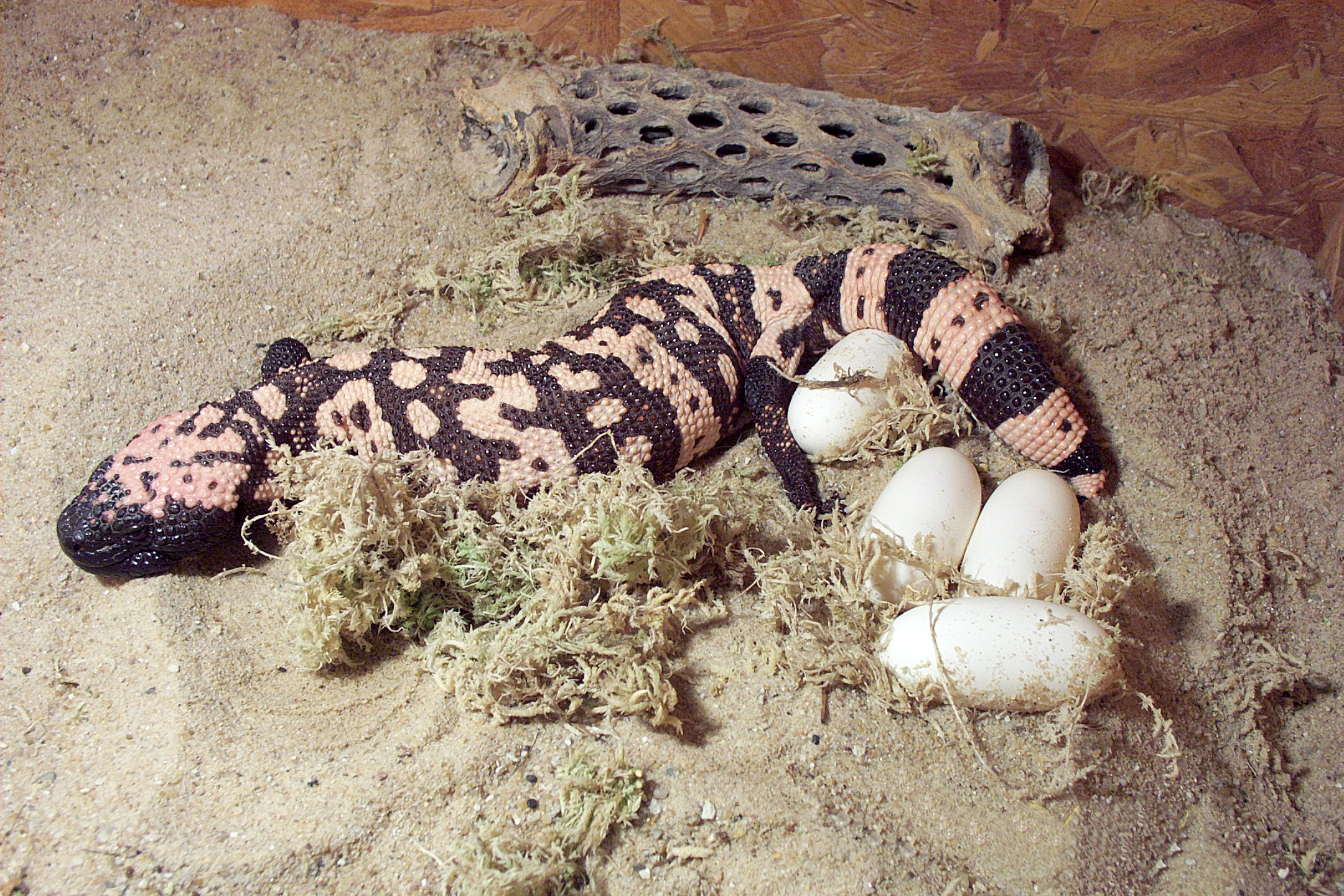
Eiablage im Terrarium
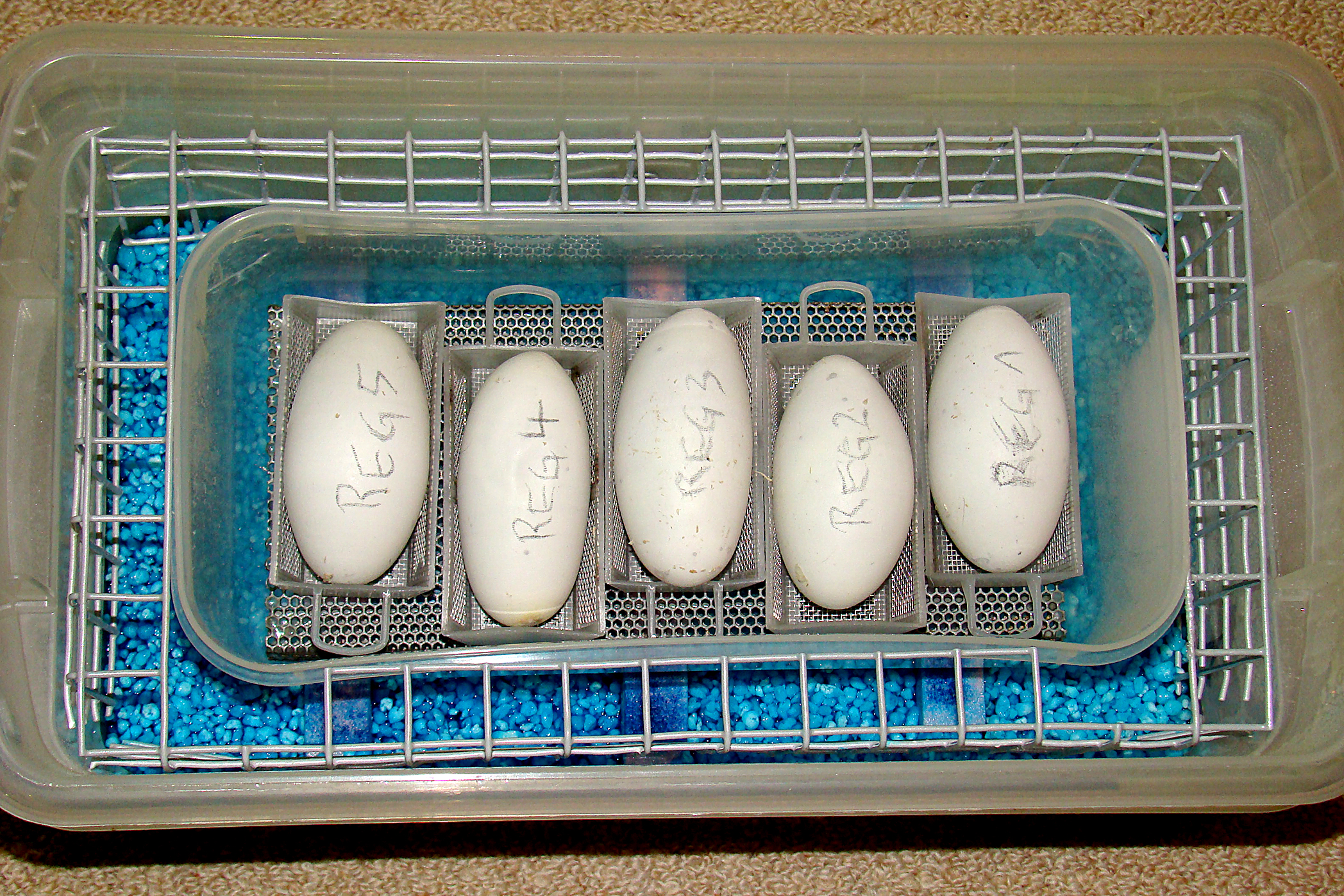
Codierte Eier
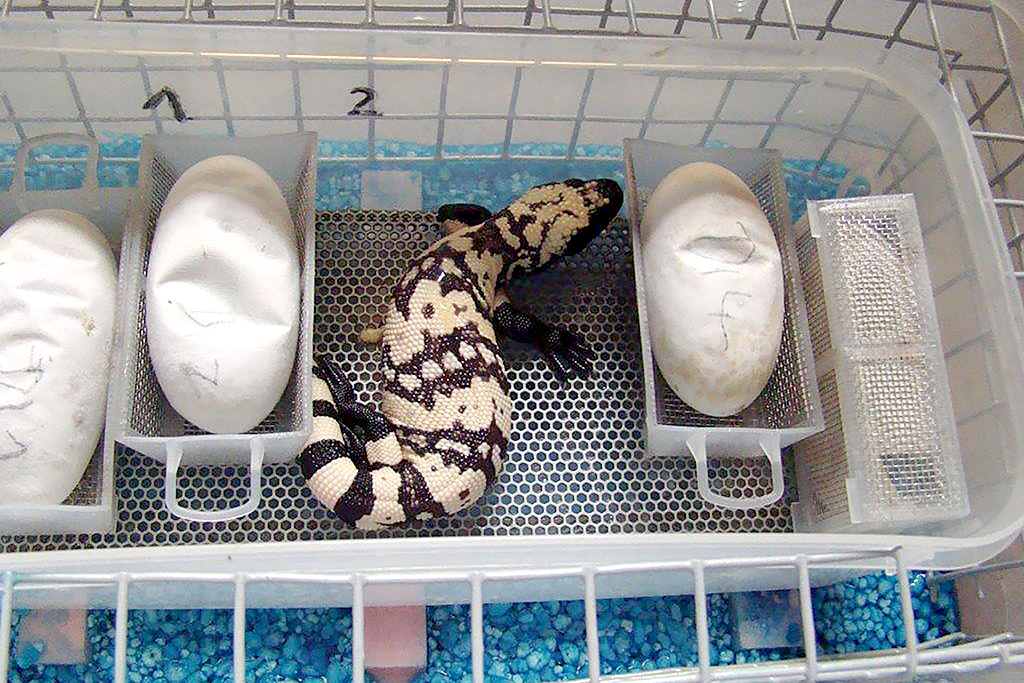
Schlupf des ersten Tieres aus einem Gelege
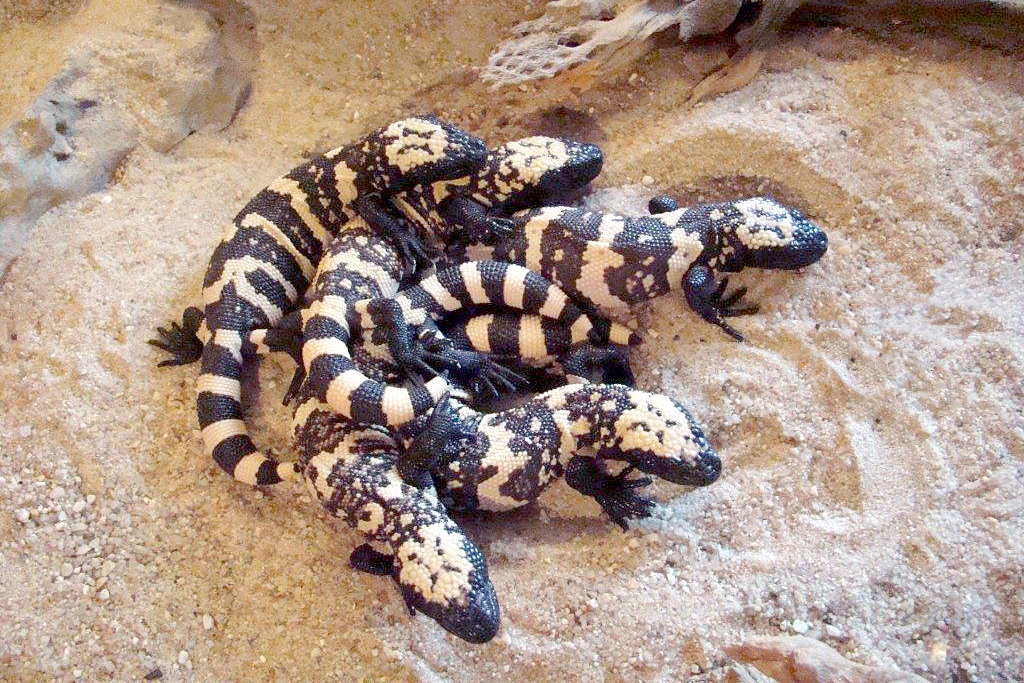
Eine Gruppe sehr junger Gila-Krustenechsen
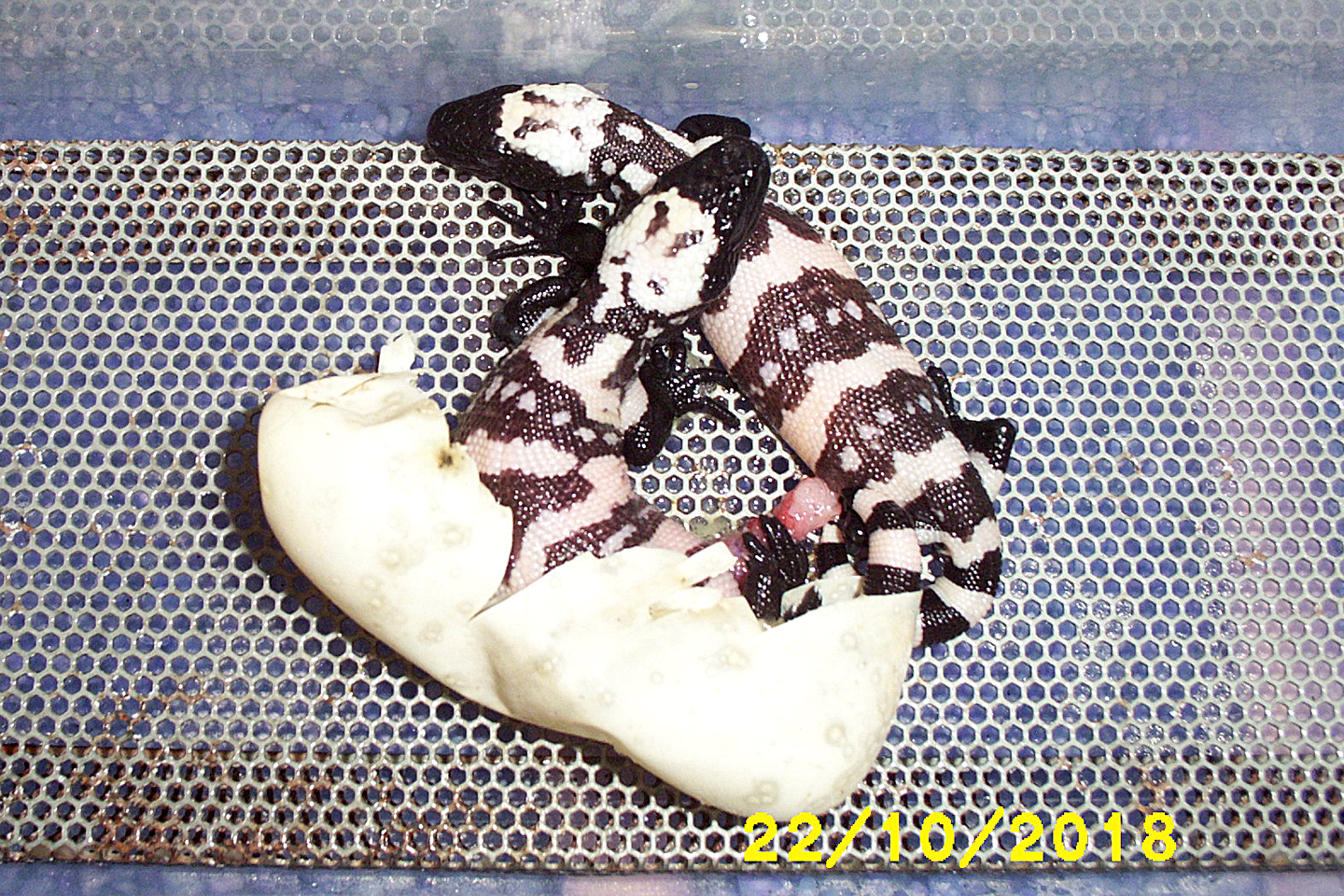
Schlupf von Zwillingen